# Flug der Hexen
Flug der Hexen (spanisch Vuelo de brujas auch Brujas en vuelo oder Brujos por el aire) ist ein Gemälde von Francisco de Goya aus der Zeit 1797/1798. Es zeigt drei in der Luft schwebende Hexen, die einen nackten Mann auf den Armen tragen, während zwei weitere Männer sich dem Einfluss der Hexen entziehen wollen. Das Bild ist voller Anspielungen auf Dummheit, Aufklärung und Weisheit. Es verwendet darüber hinaus Symbole und Andeutungen aus dem Christentum und der Freimaurerei.

## Beschreibung und Symbolik
Die Szenerie zeigt einen Bergweg, der sich im schwarzen Hintergrund in einem talwärts führenden, nur angedeuteten Verlauf verliert. Zwei Männer sind mit einem Esel diesen Weg auf das hell beleuchtete Plateau hinaufgestiegen, um das Licht der Weisheit zu erfahren. Sie werden von drei Hexen überrascht, die über ihnen in der Luft schweben, und wenden sich ab. Die Hexen sind kurzgeschoren und nur mit Röcken bekleidet (eine grün, eine rot, eine goldgelb). Sie tragen farblich dazu passende, spitze, gespaltene Hüte, die an die Mitra der Bischöfe erinnern (oder an die Hüte, die bei der Heiligen Inquisition Verwendung fanden, um Ketzer zu kennzeichnen). Auf ihren Armen tragen sie einen nackten jungen Mann, der sich ihnen wehrlos hingibt. Auf dem Boden liegt einer der beiden Wanderer auf dem Bauch und hält sich die Ohren zu, um den Verlockungen der Hexen optisch und akustisch zu widerstehen. Der andere hat sich mit seinem Umhang bedeckt, strebt weg von der Szenerie und zeigt mit beiden Fäusten eine obszöne Geste, die sogenannte Feigenhand. Nach dem damaligen Volksglauben sollte diese auch vor Augenkrankheiten durch Zauber schützen. Auch der Esel an rechten Bildrand schaut nach unten mit nach hinten gerichteten Ohren und meidet, wie die Wanderer, das starke Licht. Er symbolisiert Dummheit oder Ignoranz, ein Motiv, das Goya öfter in Bildhintergründen verwendet hat, beispielsweise in seinem Bild Eine Szene aus „Bezaubert durch Kraft“, das zur gleichen Zeit entstand. Im Gegensatz zum verbreiteten Volksglauben saugen die Hexen dem nackten Mann auf ihren Armen aber nicht das Blut aus, sondern blasen ihm mit vollen Backen ihre Kraft und ihr Wissen ein; eine Hexe an seiner Lende, die zweite am Bauch und die dritte an seinem rechten Bein. Die ganze Szene scheint auf die Dreifaltigkeit anzuspielen. Der junge Mann gibt sich den Hexen widerstandslos hin und erinnert in seiner Haltung an Jesus, wie er mit ausgebreiteten Armen am Kreuz hängt. Die Anordnung der Figuren erinnert an Bilder von El Greco aus dem 16. Jahrhundert, in denen drei Engel, statt der Hexen, über dem irdischen Geschehen schweben. Durch die Hexen empfängt der junge Mann das Licht und die Erkenntnis eines neuen Lebens. Auf ihren mitraähnlichen Kopfbedeckungen sind Schlangen dargestellt, die als Symbol der Weisheit gelten. Die ganze schwebende Figurengruppe ist also als die Darstellung einer Auferstehung aufzufassen. Nach Ansicht der Goyaspezialistin Manuela Mena B. Marqués birgt der Kontrast der Finsternis zum Licht bei Goya jedoch auch noch eine andere Bedeutung. Der Aufstieg der beiden Wanderer aus der Finsternis zum Licht ist der Symbolik und den Initiationsriten der Freimaurerei zuzurechnen. Goya hatte Bekannte in den fortschrittlichen, der Aufklärung verpflichteten Freimaurerlogen. Die bäuerlichen Unwissenden und Dummen bleiben mit ihrem Esel in der Finsternis der irdischen Welt zurück, sie können und wollen das Licht der Aufklärung nicht ertragen.
Einen gegenteiligen Standpunkt nimmt der Schweizer Kunsthistoriker Paul Nizon in seinem Essay Goya ein:

„Eine ikonographische Auflösung des Rätsel [gemeint sind die phantastischen Bilder aus jener Zeit] ist nicht angebracht, Goya hat nicht irgendwelche geheimen oder verschlüsselten Botschaften weitergeben wollen, er hat auch hier aus dem Vollen geschöpft, aus dem Vollen der verdrängten Phantastik, der eigenen Untiefen.“

Das Bild steht mit seinem Hexenmotiv in Zusammenhang mit den Caprichos, einer Folge von Radierungen und Aquatintadrucken, die von 1793 bis 1799 entstand. Das Bild nimmt außerdem Goyas Serie der „Schwarzen Bilder“ (Pinturas negras) vorweg, die charakteristisch für sein Spätwerk wurden. Der damals im Volk weit verbreitete Glaube an Hexen war ein Thema, das Goya lange beschäftigte. Er wollte mit seinen teilweise drastischen Darstellungen diesen Aberglauben bekämpfen.

## Rezeption (Auswahl)
Anlässlich von Goya-Ausstellungen, in denen auch dieses Bild gezeigt wird, erscheinen regelmäßig Berichte in den Medien über den Flug der Hexen. Das Bild wird manchmal widersprüchlich, aber auch falsch beschrieben und beurteilt:
- Kerstin Hilt schreibt anlässlich der Berliner Ausstellung von 2005: „Zum Beispiel beim atemberaubenden ‚Flug der Hexen‘: Da steigen drei männliche Gestalten in die Luft auf und saugen einem jungen Mann das Blut aus, der sich in Kreuzigungspose windet. Die Hüte, die die drei Hexer tragen, könnten dabei ebenso gut Bischofsmitren wie Freimaurermützen sein.“[4]
- Nicola Kuhn zur Ausstellung Schwarze Romantik im Frankfurter Städel Museum 2012: „‚Der Flug der Hexen‘ (1797/98) aus dem Prado erscheint noch spielerisch leicht. Das im Nachthimmel schwebende Trio mit seinen spitzen Hüten wirkt wie eine mystische Erscheinung, zwischen sich tragen die drei Hexen eine leblose, nackte Gestalt. Unter ihnen, auf der Erde, rennt ein Mann vorbei, der ein weißes Tuch über seinen Kopf gezogen hat.“[5]
- Ebenfalls über die Frankfurter Ausstellung schreibt Christian Saehrendt in der Neuen Zürcher Zeitung: „Die Reise nach Frankfurt lohnt sich fast schon allein für Goyas «Flug der Hexen» (1797/98), sonst im Prado – das kleine Gemälde mit den drei schwerelos schwebenden, nackten Hexen übt eine unglaubliche Wirkung aus, und einen schwärzeren Bildhintergrund hat es in der Kunstgeschichte wohl kaum gegeben.“[6]
- Uwe Schultz interpretierte in der Zeitung Die Welt das Bild mit dem Satz: „Francisco de Goya ließ sodann im ‚Flug der Hexen‘ von 1798 den menschlichen Körper als kannibalische Beute aus der Schwerkraft befreien, gleichsam als traumatische Fortsetzung jenes realen Bürgerkriegs, dessen Massaker der Maler zugleich in realistischen Grafiken noch zu steigern gezwungen war.“[7][8]

Aldous Huxley schrieb 1950: Diese Geschöpfe, die durch Goyas Spätwerk geistern, sind unaussprechlich grauenhaft, von einem Grauen der Geistlosigkeit und Animalität und spirituellen Finsternis.
Das Bild spielt in dem Film Trance – Gefährliche Erinnerung von Danny Boyle aus dem Jahr 2013 eine zentrale Rolle als begehrtes Objekt, für das sogar gemordet wird.

## Provenienz und Ausstellungen (Auswahl)
Das Gemälde entstand im Auftrag der Herzöge von Osuna und sollte als Dekoration ihres Landsitzes dienen. Später wurde es verkauft und gehörte zu unterschiedlichen Kunstsammlungen: Von Madrid kam es von Ramón Ibarra nach Bilbao zu Luis Arana, wurde 1985 von J. Ortiz Patiño erworben und gelangte im Jahr 2000 nach einer Auktion bei Sotheby’s in den Besitz des Museo Nacional del Prado. Das Gemälde gehörte zu einer kleinen Reihe von sechs kleinen Leinwänden, die Goya in den Jahren 1797 und 1798 über die Welt der Zauberei und das Übernatürliche angefertigt hatte.
- 15. Juni bis 15. Oktober 1986: Goya nelle collezioni private di Spagna. Villa Favorita, Lugano.[11]
- 06. Oktober bis 18. Dezember 1988: Goya y el espiritu de la ilustracíón. Museo Nacional del Prado, Palacio Villahermosa, Madrid 1988.[12]
- 16. Juli bis 16. Oktober 1994: Goya. El capricho y la Invención. Museo Nacional del Prado, Madrid.[13]
- 10. Februar bis 14. April 1996: Francisco Goya. Maleri, tegning, grafikk. Nationalgalerie, Oslo.[14]
- 13. Juli bis 3. Oktober 2005: Goya – Prophet der Moderne. Alte Nationalgalerie Berlin.[15]
- 15. April 2008 bis 13. Juli 2008: Goya en tiempos de guerra. Museo Nacional del Prado, Madrid.[16]
- 18. Dezember 2008 Bis 8. März 2009: Goya y el mundo moderno. Museo de Zaragoza.[17]
- 16. März bis 24. Juni 2012: Goya. Luces y Sombras. La Caixa, Barcelona.[18]
- 26. September 2012 bis 20. Januar 2013: Schwarze Romantik. Von Goya bis Max Ernst. Städel Museum, Frankfurt.[19]
- 12. Oktober bis 19. Januar 2015: Goya. Order and Disorder. Museum of Fine Arts, Boston.[20]